# Wizlaw (Cammin)
Wizlaw war ein römisch-katholischer Geistlicher in Pommern. Er war von 1294 bis 1296 gewählter Bischof (Bischof-Elekt) von Cammin, doch wurde seine Wahl vom Papst nicht anerkannt. 
Wizlaw war Kustos des Camminer Domkapitels. Nach dem Tod von Bischof Jaromar, er starb 1293 oder 1294, wählte das Camminer Domkapitel Wizlaw zum neuen Bischof. In den Jahren 1294 und 1295 stellte er als „electus ecclesiae Caminensis“ Urkunden aus. 
Er zog persönlich nach Rom, um vom Papst die Bestätigung seiner Bischofswahl zu erwirken. Doch lehnte Papst Bonifatius VIII. die Wahl ab, da sie nicht kanonisch erfolgt sein soll. Stattdessen ernannte der Papst einen an der Kurie tätigen Geistlichen namens Petrus zum neuen Bischof von Cammin. Dies ist durch eine Päpstliche Bulle vom 9. Januar 1296 überliefert. 
Wizlaw akzeptierte die Entscheidung des Papstes und nahm sein bisheriges Amt als Domkustos wieder an. Als Domkustos ist er in den Jahren 1297 und 1298 nachweisbar. 